# Dénys Bain
Pour les articles homonymes, voir Bain.
Dénys Bain, né le 2 juillet 1993 à Paris, est un footballeur français d'origine béninoise. Il évolue au poste de défenseur central.

## Carrière
Arrivé à l'âge de dix-sept ans au club, Dénys Bain signe son premier contrat professionnel d'un an plus deux années en option avec La Berrichonne de Châteauroux au début de la saison 2013-2014.
Il s'engage pour quatre ans avec Le Havre AC à la fin du mercato estival 2015.
En juillet 2019, libre de tout contrat, Dénys Bain signe pour trois saisons à Brest. Il commence la saison comme titulaire avant de perdre sa place en décembre. Au total, il dispute 15 matchs de Ligue 1 lors de cette première saison à Brest, pour un but. 
Le 22 juillet 2020, il est victime d'une rupture des ligaments croisés antérieurs du genou gauche. De retour à l'entraînement début 2021, il ne retrouve pas sa place dans l'équipe et vit une saison blanche, sans aucune apparition en Ligue 1. 
En l'absence de trois titulaires habituels, il retrouve les terrains à Nice le 2 octobre 2021, après vingt mois sans jouer. Le Stade brestois s'incline 2-1 et Michel Der Zakarian n'est visiblement pas convaincu par la prestation de Dénys Bain : il retrouve sa place sur le banc lors du match suivant, face à Reims.

## Style de jeu
Défenseur central, Dénys Bain est capable d'évoluer à droite comme à gauche. Le journal Le Télégramme le décrit comme un « défenseur sobre à la relance propre. » Il a aussi joué milieu défensif à ses débuts au Havre. 

## Statistiques
| Saison                | Club                  | Championnat           | Championnat | Championnat | Coupe nationale | Coupe nationale | Coupe de la Ligue | Coupe de la Ligue | Barrages d'accession | Barrages d'accession | Total | Total |
| Saison                | Club                  | Division              | M.          | B.          | M.              | B.              | M.                | B.                | M.                   | B.                   | M.    | B.    |
| 2010-2011             | LB Châteauroux        | Ligue 2               | 1           | 0           | -               | -               | -                 | -                 | -                    | -                    | 1     | 0     |
| 2011-2012             | LB Châteauroux        | Ligue 2               | -           | -           | -               | -               | -                 | -                 | -                    | -                    | 0     | 0     |
| 2012-2013             | LB Châteauroux        | Ligue 2               | 1           | 0           | -               | -               | -                 | -                 | -                    | -                    | 1     | 0     |
| 2013-2014             | LB Châteauroux        | Ligue 2               | 24          | 1           | 1               | 0               | -                 | -                 | -                    | -                    | 25    | 1     |
| 2014-2015             | LB Châteauroux        | Ligue 2               | 29          | 2           | 3               | 1               | 1                 | 0                 | -                    | -                    | 33    | 3     |
| 2015-2016             | LB Châteauroux        | National              | 3           | 0           | -               | -               | 1                 | 0                 | -                    | -                    | 4     | 0     |
| Sous-total            | Sous-total            | Sous-total            | 58          | 3           | 4               | 1               | 2                 | 0                 | -                    | -                    | 64    | 4     |
| 2015-2016             | Le Havre AC           | Ligue 2               | 28          | 0           | 1               | 0               | -                 | -                 | -                    | -                    | 29    | 0     |
| 2016-2017             | Le Havre AC           | Ligue 2               | 36          | 0           | -               | -               | 2                 | 0                 | -                    | -                    | 38    | 0     |
| 2017-2018             | Le Havre AC           | Ligue 2               | 35          | 1           | 1               | 0               | 1                 | 0                 | 2                    | 0                    | 39    | 1     |
| 2018-2019             | Le Havre AC           | Ligue 2               | 34          | 5           | 3               | 0               | 3                 | 0                 | -                    | -                    | 40    | 5     |
| Sous-total            | Sous-total            | Sous-total            | 133         | 6           | 5               | 0               | 6                 | 0                 | 2                    | 0                    | 146   | 6     |
| 2019-2020             | Stade brestois 29     | Ligue 1               | 15          | 1           | 1               | 0               | 2                 | 0                 | -                    | -                    | 18    | 1     |
| 2020-2021             | Stade brestois 29     | Ligue 1               | -           | -           | -               | -               | -                 | -                 | -                    | -                    | 0     | 0     |
| 2021-2022             | Stade brestois 29     | Ligue 1               | 2           | 0           | -               | -               | -                 | -                 | -                    | -                    | 2     | 0     |
| Sous-total            | Sous-total            | Sous-total            | 17          | 1           | 1               | 0               | 2                 | 0                 | -                    | -                    | 20    | 1     |
| 2022-2023             | AJ Auxerre            | Ligue 1               | 2           | 0           | 1               | 0               | -                 | -                 | -                    | -                    | 3     | 0     |
| Sous-total            | Sous-total            | Sous-total            | 2           | 0           | 1               | 0               | -                 | -                 | -                    | -                    | 3     | 0     |
| Total sur la carrière | Total sur la carrière | Total sur la carrière | 210         | 10          | 11              | 1               | 10                | 0                 | 2                    | 0                    | 233   | 11    |